# Linos Chrysikopoulos
Linos-Spyridōn Chrysikopoulos (in greco Λίνος-Σπυρίδων Χρυσικόπουλος?; Corfù, 1º dicembre 1992) è un cestista greco.

## Carriera

### Club
Ha militato nella massima serie greca con l'Aris Salonicco tra il 2008 e il 2011. Con la stessa maglia ha disputato l'Eurocup 2009-10 e 2010-11. Nel luglio 2011 è stato ingaggiato dalla Pallacanestro Biella, in Serie A. Nel gennaio 2013 è tornato in Grecia, al PAOK Salonicco.

### Nazionali
Con le maglie delle nazionali giovanili ha disputato: gli Europei Under-16 2008 e gli Europei Under-18 del 2009 e 2010.

## Palmarès
- Coppa di Grecia: 1

AEK Atene: 2019-20